# Odzyskane życie
Odzyskane życie (ang. To Live Again) – amerykański film obyczajowy z 1998 roku w reżyserii Stevena Schachtera. Film oparty na faktach.

## Opis fabuły
Film opowiada o Karen Holms (Annabeth Gish), która od szesnastu lat jest więziona w domu przez własną matkę - Constance (Frances Sternhagen). Z pomocą dziewczynie przychodzi Iris (Bonnie Bedelia), pracownica opieki społecznej, która zabiera z brudnego i cuchnącego pomieszczenia niemal dziką istotę, nie potrafiącą nawet mówić. Lekarze orzekają, że Karen powinna trafić do szpitala dla psychicznie chorych, ale Iris nie chce się na to zgodzić.

## Obsada
- Bonnie Bedelia jako Iris
- Annabeth Gish jako Karen Holms
- Frances Sternhagen jako Constance
- Brady Coleman jako szeryf English
- Jackie Belvin jako Geena
- Debra Eisenstadt jako Braddock
- Kim Frazier jako Patti James
- Sean Hennigan jako Pete
- Art Tamez jako Caesar

i inni